# NGC 4672
NGC 4672 (również PGC 43073) – galaktyka spiralna (Sa), znajdująca się w gwiazdozbiorze Centaura. Odkrył ją John Herschel 8 czerwca 1834 roku.